# R&G (Rhythm & Gangsta): The Masterpiece
R&G (Rhythm & Gangsta): The Masterpiece je sedmi studijski album repera Snoop Dogga. Objavljen je 16. studenog 2004. godine. Album sadrži produkciju The Neptunesa. 

## Popis pjesama
| #  | Naziv                                                          | Producent(i)                            | Gost(i)                            | Trajanje |
| -- | -------------------------------------------------------------- | --------------------------------------- | ---------------------------------- | -------- |
| 1  | "(Intro) I Love to Give You Light"                             | The Alchemist                           |                                    | 2:38     |
| 2  | "Bang Out"                                                     | J.R. Rotem                              |                                    | 3:05     |
| 3  | "Drop It Like It's Hot"                                        | The Neptunes                            | Pharrell                           | 4:26     |
| 4  | "Can I Get a Flicc Witchu?/Every Dogg Has His Day (Interlude)" | Josef Leimberg                          | Bootsy Collins                     | 5:24     |
| 5  | "Ups & Downs"                                                  | Warryn "Baby Dubb" Campbell             | Bee Gees                           | 4:04     |
| 6  | "The Bidness"                                                  | Soopafly                                |                                    | 3:28     |
| 7  | "Snoop D.O. Double G"                                          | Black Jeruz & Sha Money XL              |                                    | 4:01     |
| 8  | "Let's Get Blown"                                              | The Neptunes                            |                                    | 4:41     |
| 9  | "Step Yo' Game Up"                                             | Lil Jon                                 | Lil Jon & Trina                    | 4:24     |
| 10 | "Perfect"                                                      | The Neptunes                            | Charlie Wilson                     | 5:51     |
| 11 | "WBALLZ (Interlude)"                                           |                                         |                                    | 0:21     |
| 12 | "Fresh Pair of Panties On"                                     | Ole Folks                               |                                    | 2:38     |
| 13 | "Promise I/Say What Again (Interlude)"                         | Mr. Porter                              |                                    | 3:17     |
| 14 | "Oh No"                                                        | Ron Browz (Co-produced by Sha Money XL) | 50 Cent                            | 4:03     |
| 15 | "Can U Control Yo' Hoe?"                                       | L.T. Hutton                             | Soopafly                           | 3:08     |
| 16 | "Signs"                                                        | The Neptunes                            | Justin Timberlake & Charlie Wilson | 3:56     |
| 17 | "I'm Threw Witchu"                                             | Warryn "Baby Dubb Campbell              | Soopafly                           | 4:21     |
| 18 | "Pass It, Pass It"                                             | The Neptunes                            |                                    | 4:23     |
| 19 | "Girl Like U"                                                  | L.T. Hutton                             | Nelly                              | 4:36     |
| 20 | "No Thang on Me"                                               | Hi-Tek                                  | Bootsy Collins                     | 4:41     |

## Singlovi
| Naziv                   | Objavljeno                  | Top liste/Prodaja/Certifikacije |
| ----------------------- | --------------------------- | --- |
| "Drop It Like It's Hot" | October 2004                | - US Double Platinum (2 milijuna) - US ringtones Gold (500.000) - UK 41000 (2004) - UK 27200 (2005) - AUS Gold (35,000) - US, NZ #1 |
| "Let's Get Blown"       | December 2004               | - UK 25000 (2005) - RSA Airplay #1                                                                                                  |
| "Signs"                 | March 2005                  | - US Gold (500.000) - UK 25000 (2005) - AUS Gold (35,000) - AUS #1 - EU #1                                                          |
| "Ups & Downs"           | August 2005                 | |
| "Step Yo Game Up"       | April 1 2006 samo Australia | AUS # 5 (2006) |

## Top liste
| Top liste                            | Pozicija |
| ------------------------------------ | -------- |
| SAD Billboard 200                    | 6        |
| SAD Billboard Top R&B/Hip-Hop Albums | 4        |
| SAD Billboard 2005 Year End Charts   | 28       |
| Ujedinjeno Kraljevstvo Top 75 Albums | 12       |
| Canadian Top 50 Albums               | 8        |
| Francuska Top 150 Albums             | 14       |
| Švedska Top 60 Albums                | 47       |
| Italija Top 50 Albums                | 47       |
| Švicarska Top 100 Albums             | 13       |
| Novi Zeland Top 50 Albums            | 11       |
| Njemačka Top 100 Albums              | 14       |
| Austrija Top 75 Albums               | 26       |
| Australia Top 100 Albums             | 38       |

## Certifikacije i prodaja
| Država                 | Certifikacija | Prodaja   |
| ---------------------- | ------------- | --------- |
| SAD                    | Platinum      | 2,000,000 |
| Ujedinjeno Kraljevstvo | Platinum      | 300,000   |
| Kanada                 | Platinum      | 100,000   |
| Francuska              | Gold          | 118,200   |
| Australia              | Gold          | 35,000    |
| Novi Zeland            | Platinum      | 15,000    |
| Njemačka               | Gold          | 100,000   |
| Danska                 | Gold          | 20,000    |
| Švicarska              | Gold          | 20,000    |
| Italija                | Gold          | 40,000    |